# Roger Field

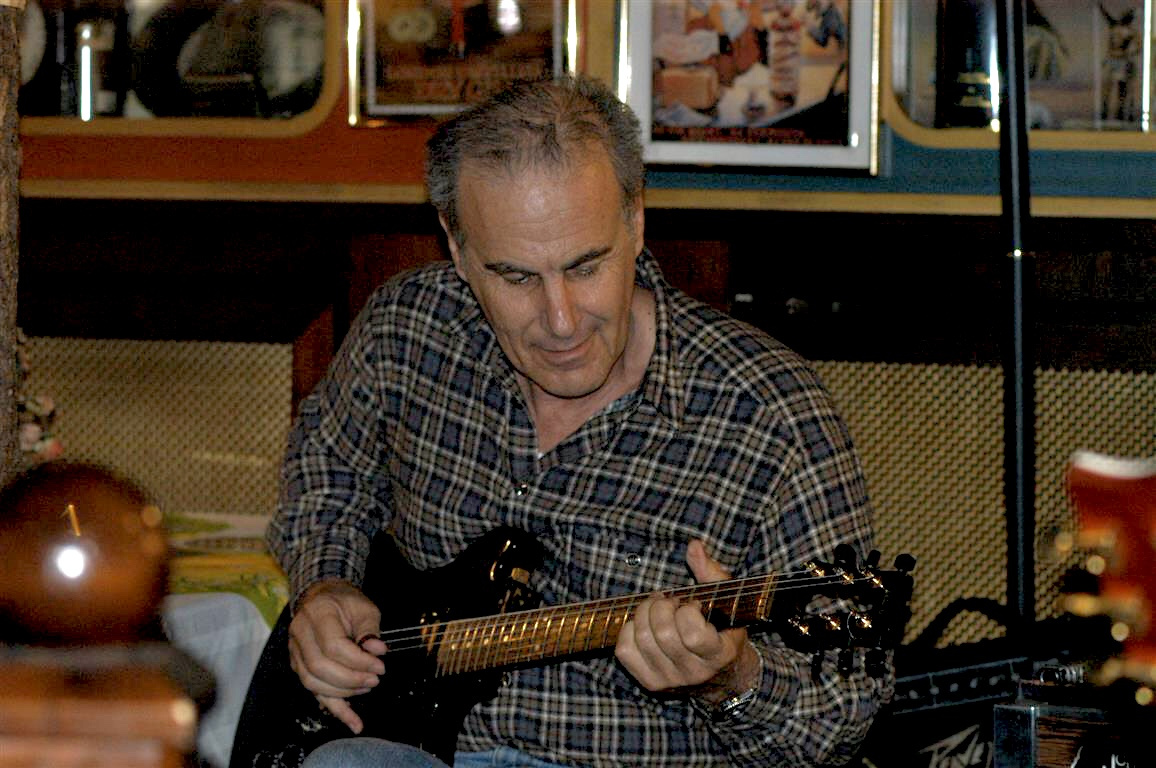
Roger C. Field

Roger C. Field  (nació el 31 de julio de 1945 en Londres) es diseñador industrial e inventor y tiene registradas más de 100 patentes.

## Vida y obra
Field se crio en Londres, Canterbury y Suiza. Fue alumno interno en The King's School, Canterbury y Aiglon College en Villars-sur-Ollon. En 1965 se trasladó a California donde estudió diseño industrial y obtuvo un título del California College of the Arts. En 1972 vino a Alemania.
Field también es conocido como guitarrista y ha tocado, entre otros, con su amigo Chet Atkins y con Merle Travis.
Su invento más conocido es la Foldaxe, una guitarra eléctrica plegable que hizo construir para Chet Atkins. Esta guitarra puede verse en el libro de Atkins Me and My Guitars [1]. Field se llevó consigo una de sus guitarras plegables en un Concorde y tocó la canción Mr. Sandman el 30 de septiembre de 1987 para acompañar la promoción “a través de la barrera del sonido”. Field ganó con su guitarra un importante premio de diseño (Designer's Choice Award) los Estados Unidos. Recibió por ello la felicitación escrita de Raymond Loewy.
Field ha fotografiado a numerosos famosos con la Foldaxe, tales como Paco de Lucía, Keith Richards, Sir Mick Jagger, Sir Paul McCartney, Hank Marvin, David Copperfield y Eric Clapton. Gracias a la acción de Roger Field hicieron las paces Hank Marvin y Bruce Welch tras una disputa que duró más de diez años, emprendiendo éstos una gira de despedida con su antiguo grupo The Shadows por Gran Bretaña (2004) y por Europa (2005).
Marcel Dadi compuso su canción Roger Chesterfield para Roger Field (CD Guitar Legend Volume 1).
Field es conocido mundialmente por los medios como el amigo de Arnold Schwarzenegger y como profesor de inglés en Múnich en 1968.